# 徽州 (甘肅)
徽州，元朝时设置的州。
至元元年（1264年）改南凤州置，属巩昌等处总帅府。辖境相当今甘肃省两当县、徽县等县地，治所在河池县（今甘肃省徽县）。至元七年（1270年），河池县省入州。明朝洪武十年（1377年）降为县。后复升州。属陕西承宣布政使司巩昌府。清朝雍正七年（1729年），复降为县。